# Gornja Obreška
Gornja Obreška je naseljeno mjesto u Republici Hrvatskoj u Zagrebačkoj županiji. 

## Zemljopis
Administrativno je u sastavu općine Kloštar Ivanić. Naselje se proteže na površini od 3,29 km².

## Stanovništvo
Prema popisu stanovništva iz 2001. godine u Gornjoj Obreški živi 106 stanovnika i to u 36 kućanstava. Gustoća naseljenosti iznosi 32,22 st./km².
| broj stanovnika | 200   |       |       | 218   | 238   | 227   | 211   | 224   | 212   | 193   | 187   | 140   | 115   | 86    | 106   | 119   | 97    |
|                 | 1857. | 1869. | 1880. | 1890. | 1900. | 1910. | 1921. | 1931. | 1948. | 1953. | 1961. | 1971. | 1981. | 1991. | 2001. | 2011. | 2021. |